# Stephen Kotkin
Stephen Mark Kotkin (n. 17 februarie 1959, Englewood⁠(d), New Jersey, SUA) este un istoric, academic și autor american. Actualmente este colaborator la Institutul Hoover și  la Institutul Freeman Spogli pentru Studii Internaționale de la Universitatea Stanford. Kotkin a predat anterior timp de 33 de ani la Universitatea Princeton, unde a obținut titlul de profesor John P. Birkelund în istorie și afaceri internaționale și unde a primit statutul emerit în 2022. A fost director al Institutului Princeton pentru Studii Internaționale și Regionale și co-director al programului de certificate în Istorie și Practica Diplomației. A câștigat mai multe premii și burse, inclusiv Guggenheim Fellowship, American Council of Learned Societies și National Endowment for the Humanities Fellowship.
Cea mai mare contribuție a sa este biografia sa în trei volume a lui Iosif Stalin, din care primele două volume au fost publicate sub titlul Stalin: Paradoxes of Power, 1878–1928 (2014) și Stalin: Waiting for Hitler, 1929–1941 (2017), în timp ce volumul al treilea încă nu a fost publicat. Cărțile nu au fost traduse în română încă.

## Carieră academică
Kotkin a obținut diploma de licență de la Universitatea din Rochester în 1981. A urmat studii de istorie rusă și sovietică cu Reginald E. Zelnik și Martin Malia la Universitatea din California, Berkeley, obținând masteratul în 1983 și doctoratul în 1988, ambele în istorie. La început, cercetările sale de doctorat se concentra pe Casa de Habsburg și Istoria Franței, dar o întâlnire cu Michel Foucault l-a determinat să examineze legătura dintre cunoaștere și putere cu privire la Stalin.
Kotkin a efectuat mai multe călătorii în Uniunea Sovietică și Rusia din 1986 pentru studii academice și granturi. A fost invitat ca savant la Academia de Științe a URSS în 1991 și la Academia Rusă de Științe în 1993, 1995, 1998, 1999 și 2012. De asemenea, a fost invitat la Institutul de Științe Sociale din Universitatea din Tokyo în 1994 și 1997.

## Opera
Kotkin a scris cărți despre istorie și manuale. Cea mai cunoscută dintre lucrările sale în Rusia este Magnetic Mountain: Stalinism as a Civilization, care descrie viața din orașul Magnitogorsk în anii 1930. În 2001 a publicat Armageddon Averted, o istorie scurtă a căderii Uniunii Sovietice.
Kotkin contribuie frecvent la temele legate de probleme istorice si politice rusești și eurasiatice și scrie recenzii de cărți și filme pentru publicații precum The New Republic, The New Yorker, Financial Times, The New York Times și The Washington Post. Este, de asemenea, un comentator frecvent pentru NPR și BBC. În 2017, Kotkin a afirmat într-un articol din The Wall Street Journal că regimul comunist a dus la decesul a cel puțin 65 de milioane de oameni între 1917 și 2017, arătând că „în ciuda faptului că comunismul a ucis un număr mare de oameni prin acțiuni intenționate, chiar și mai multe dintre victimele sale au murit de foame datorită proiectelor sale brutale de inginerie socială”. 
Primul său volum dintr-o trilogie proiectată despre viața lui Stalin, Stalin: Paradoxes of Power, 1878–1928 (976 pp., Penguin Random House, 2014) îi analizează viața până în 1928 și a fost finalist al Premiului Pulitzer.  A primit recenzii în ziare,   reviste,   și reviste academice,   Al doilea volum, Stalin: Waiting for Hitler, 1929–1941 (1184 p., Penguin Random). House, 2017) a primit, de asemenea, mai multe recenzii,   reviste  și reviste academice   la lansarea sa. În aceste cărți, printre altele, Stephen Kotkin a sugerat  că Testamentul lui Lenin a fost scris de Nadezhda Krupskaya . Kotkin a subliniat că presupusele dictaturi nu au fost înregistrate în mod obișnuit de către secretariatul lui Lenin la momentul în care se presupune că au fost date; că au fost dactilografiate, fără originale stenografice în arhive și că Lenin nu și-a aplicat inițialele pe ele;   că până la presupusele date ale dictatelor, Lenin și-a pierdut o mare parte din puterea de a vorbi în urma unei serii de mici lovituri în perioada 15-16 decembrie 1922, ridicând întrebări cu privire la capacitatea sa de a dicta orice detaliat și inteligibil. ca Testamentul   și că dictarea dată în decembrie 1922 răspunde în mod suspect la dezbaterile care au avut loc la cel de-al 12-lea Congres al Partidului Comunist din aprilie 1923.  Cu toate acestea, Testamentul a fost acceptat ca autentic de mulți istorici., inclusiv EH Carr, Isaac Deutscher, Dmitri Volkogonov, Vadim Rogovin și Oleg Khlevniuk .    Afirmațiile lui Kotkin au fost de asemenea respinse de Richard Pipes la scurt timp după ce au fost publicate, care a susținut că Kotkin s-a contrazis pe sine citând documente în care Stalin se referea la Testament drept „scrisoarea cunoscută a tovarășului Lenin”. Pipes indică, de asemenea, includerea documentului în Lucrările colectate ale lui Lenin.

### Societatea necivilă
Stephen Kotkin în "Societatea necivilă" prezintă o perspectivă inovatoare asupra evenimentelor din 1989, argumentând că aceasta nu a fost o explozie, asemenea celei din Budapesta din 1956, ci o implozie. Potrivit lui Kotkin, nomenclatura a jucat un rol-cheie în prăbușirea regimurilor comuniste . Kotkin concentrează studiul pe cazurile din R.D. Germania, România și Polonia și susține că prăbușirea socialismului de stat a fost cauzată atât de dinamica internă a elitelor, cât și de geopolitică . Vladimir Tismăneanu, un istoric și politolog româno-american, a formulat câteva rezerve la lucrarea lui Stephen Kotkin despre sfârșitul comunismului . Vladimir Tismăneanu a salutat lucrarea, dar crede că rolul ideilor, societății civile și prăbușirii utopiilor comuniste au fost subestimate. De asemenea, el crede că societatea civilă a fost un factor important în sfârșitul comunismului și că este nerelevant cât de mică a fost o mișcare disidentă sau cât de fragilă a fost societatea civilă democratică .

### Stalin
Al doilea volum din "trilogia Stalin" scrisă de Stephen Kotkin a fost descrisă ca o realizare impresionantă prin erudiția, amploarea intelectuală și profunzimea conceptuală . Cartea abordează formarea despotismului totalitar stalinist într-un cadru riguros, incluzând condițiile interne, tensiunile internaționale și polarizările ideologice din perioada numită de poetul britanic W. H. Auden "o decadă joasă și neonorabilă". Ea oferă o privire comprehensivă asupra competiției și luptei dintre doi dictatori ideologic impregnati, Stalin și Hitler, care au împărtășit o ură împotriva lumii burgheze.
Stalin este descris de Kotkin drept un oportunist dedicat idealurilor sale utopice și un pragmatic, realist și neiertător în obținerea obiectivelor sale. Cartea oferă o privire în mintea lui Stalin, pătrundere în calculele ascunse, motivațiile, raționalizările și idiosincrasiile sale, dialectica unui cinism fățiș și a unei frenezii ideologice care explică opțiunile și alegerile sale. Cartea este un efort de pătrundere în mintea lui Stalin, dezvăluind adevărul din spatele imagini auto-proiectate a "Lenin al zilelor noastre" .

## Opinii legate de Putin și Războiul din Ucraina
Stephen Kotkin nu este de acord cu teoria potrivit căreia Rusia a declanșat invadarea Ucrainei din cauza provocărilor NATO. El sisține că Rusia a arătat, încă din secolul 19, același comportament militarist, represiv, suspicios față de străini și occidentali, recurgând la autoritarism și autocrație înainte de apariția NATO .
Kotkin a afirmat că Vladimir Putin este un lider autocrat care a  construit un regim in care proprietatea privata este dependenta de conducator . El consideră că antioccidentalismul este motorul ideologiei regimului Putin . 